# マックス・カポーテ
マックス・カポーテ（Max Capote）
は、ウルグアイのモンテビデオ生まれのシンガーソングライター。
2011年の第12回ラテン・グラミー賞では、
受賞は逃すが「Best New Artist」部門でノミネートされ、
国際的な知名度も高まり、モンテビデオを拠点に世界各地で音楽活動を行っている。
活動音楽ジャンルはロックやポップ系であるが、
1960年代のモウタウン・サウンドと、
それにマッチする彼の歌声とが耳に残る、古くて新しいサウンドを生み出しており、
自称及び音楽メディア等からは「crooner of vintage pop」（クルーナー・オブ・ヴィンテイジ・ポップ／ヴィンテイジ・ポップ系流行歌歌手）
と形容されている。
2013年1月末には、ビルボード誌が、
「Ten Latin Artists to Watch in 2013」（2013年、注目に値するラテン音楽系アーティスト10人）
の一人として、マックス・カポーテを選出した。

## 来歴
ギャングや麻薬が蔓延る生活環境が苛酷な地域で生まれ育った子供時代に、
ラジオから流れてくるのを聴いたアメリカの1950～1960年代のヒット曲、
に影響を受けて音楽への情熱が芽生えた。
「当時の自分にとって、音楽は、辛い日常生活を忘れる為の現実逃避手段のようなものであったが、
そこから自分の音楽創作活動の全ては始まった」
と本人は語っている。

## ディスコグラフィー
- Grandes Éxitos (2005)
- Chicle (2008)[1]
- Simple en vinilo de 7" Ana - Si Nena (2011)
- Aperitivo de moda (2014)[2][3]